# Phyllanthus singampattianus
Phyllanthus singampattianus är en emblikaväxtart som först beskrevs av Francesco Antonio Sebastiani och Ambrose Nathaniel Henry, och fick sitt nu gällande namn av Gorti Raghawa Raghava Kumari och M. Chandrabose. Phyllanthus singampattianus ingår i släktet Phyllanthus och familjen emblikaväxter. Inga underarter finns listade i Catalogue of Life.